# Furnica 103 683

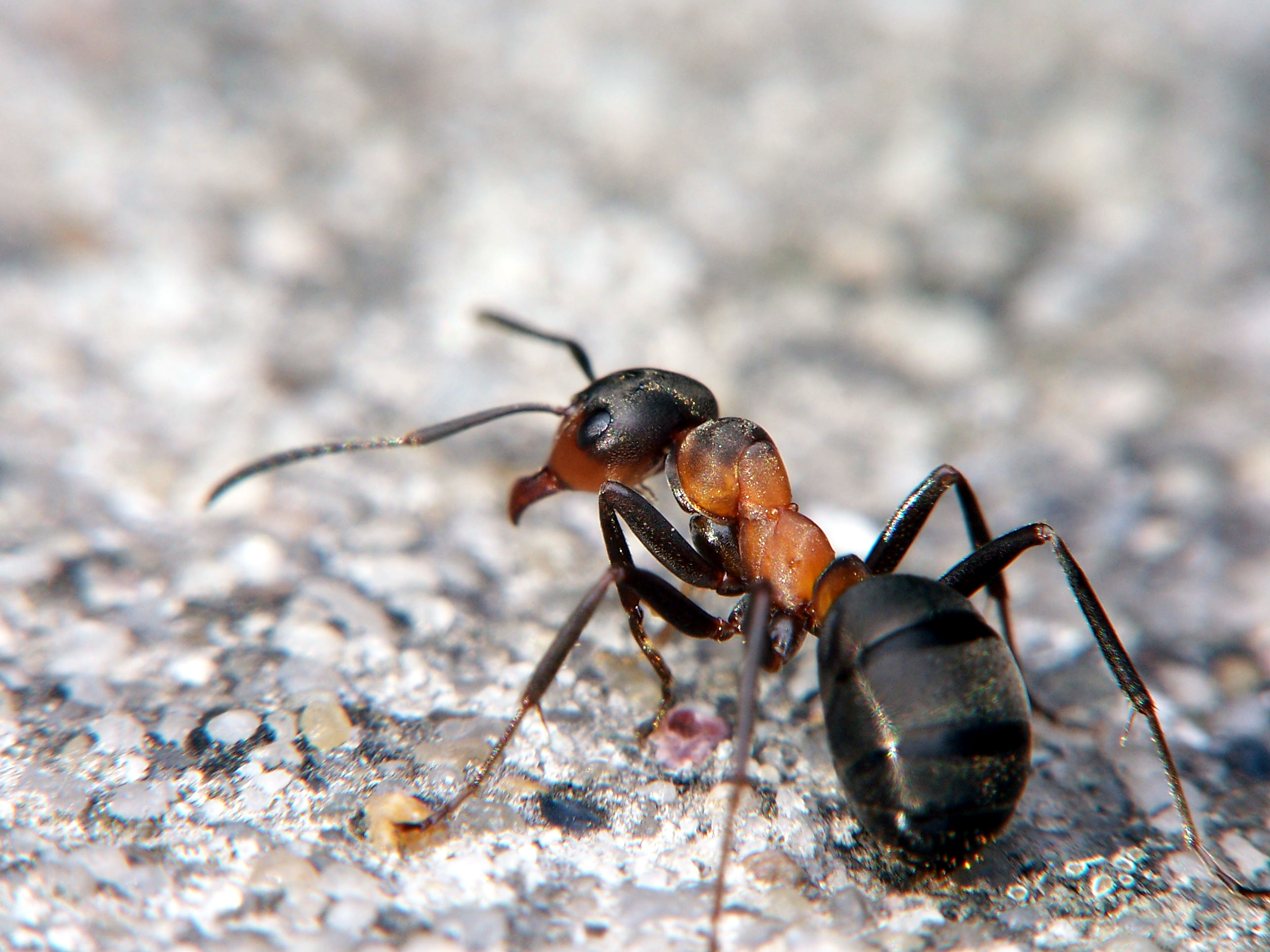
Furnica 103 683 - furnica care se va aventura în afara mușuroiului și care va avea chiar posibilitatea de a comunica cu oamenii prin mașina fabuloasă Rosetta Stone proiectată de profesorul Edmond Wells.

Furnica 103 683 este un personaj fictiv și personajul central din trilogia Furnicile scrisă de autorul francez Bernard Werber. Furnica 103 683 este o furnică roșcată Formica rufa din furnicarul orașul federal Bel-o-kan. Inițial ea face parte din casta soldaților, dar pe parcursul celor trei romane ea va suferi o inițiere care îi va permite să dezvolte conștiința de sine și să aibă acces la cunoașterea umană, un lucru cu totul nou pentru această specie.
În trilogia lui Werber (Furnicile, Ziua furnicilor, Revoluția furnicilor), Furnica 103 683 se va aventura în afara mușuroiului și care va avea chiar posibilitatea de a comunica cu oamenii prin mașina fabuloasă Rosetta Stone proiectată de profesorul Edmond Wells. Și mai improbabil, ea vrea să aibă sex pentru a-și prelungi viața și pentru a-și transmite cunoștințele sale în lumea Myrmeciinae (a furnicilor), lucru pe care ea îl face consumând lăptișor de matcă de viespi, și astfel se transformă într-o femelă.